# El Colomer de Dalt
El Colomer de Dalt és una masia deshabitada situada al municipi d'Amer, a la comarca de la Selva. Juntament amb El Colomer de Baix, forma una finca de 221 ha.